# Aéroport de Tezpur
Pour les articles homonymes, voir VETZ et TEZ.
L' aéroport de Tezpur (code IATA : TEZ • code OACI : VETZ) est un aéroport et aussi une base aérienne des forces armées indiennes dans l'Assam.

## Historique
Pendant la Seconde Guerre mondiale elle était occupée par le 10e Air Force qui opérait sur le Théâtre des opérations de Chine-Birmanie-Inde.

## Liaisons
- Alliance Air[4].

## Accidents
De Soukhoï Su-30MKI : 
- 19 mai 2015[5]
- 23 mai 2017
- 8 août 2019[6]